# Cajigal (khu tự quản)
Cajigal là một khu tự quản thuộc bang Sucre, Venezuela. Thủ phủ của khu tự quản Cajigal đóng tại Yaguaraparo. Khự tự quản Cajigal có diện tích 365 km2, dân số theo điều tra dân số ngày 21 tháng 10 năm 2001 là 18942 người.